# Madotheca vernicosa
Madotheca vernicosa là một loài rêu tản trong họ Porellaceae. Loài này được (Lindb.) Stephani miêu tả khoa học lần đầu tiên năm 1897.